# اینامینکا، استرالیای جنوبی
اینامینکا (به انگلیسی: Innamincka) یک شهرک در استرالیا است که در استرالیای جنوبی واقع شده‌است.